# Memrise
Memrise – edukacyjna strona internetowa wykorzystująca fiszki w połączeniu z mnemotechnikami – częściowo zgromadzonymi przez crowdsourcing – i powtarzanie informacji w odpowiednich odstępach czasu dla zwiększenia łatwości i szybkości zapamiętywania. Służy głównie do nauki języków obcych, ale jest wykorzystywana również do zapamiętywania prostych informacji z innych dziedzin – dat, symboli, nazw itp.
Strona została założona przez Eda Cooke’a (autora poradników poświęconych zapamiętywaniu, posiadacza tytułu Grand Master of Memory) i Grega Detre (neurobiologa z Uniwersytetu Princeton specjalizującego się w badaniach pamięci i zapominania).
Zamknięta wersja beta Memrise została uruchomiona po wygraniu zawodów 2009 TigerLaunch organizowanych przez działający na Uniwersytecie Princeton Entrepreneurship Club.
W lipcu 2010 Memrise wybrano jednym ze zwycięzców zawodów London Mini-Seedcamp. W listopadzie 2010 został jednym z finalistów w wyborach „Europa Start-up of the Year” serwisu Techcrunch. W marcu 2011 Memrise został wybrany na jeden ze startupów TechStars Boston.